# Новый Салтан
Новый Салтан — деревня в Рыбно-Слободском районе Татарстана. Входит в состав Большесалтанского сельского поселения.

## География
Находится в центральной части Татарстана на расстоянии приблизительно 16 км на север-северо-запад по прямой от районного центра поселка Рыбная Слобода у речки Екатериновка.

## История
Известна с 1565—1567 годов, упоминалась также как Малый Салтан.

## Население
Постоянных жителей было: в 1859—347, в 1897—307, в 1908—284, в 1920—375, в 1926—370, в 1938—209, в 1949—242, в 1958—142, в 1970 — 66, в 1989 — 29, в 2002 году 30 (татары 63 %, русские 37 %), в 2010 году 14.